# Marc Johnson
Marc Alan Johnson (Omaha, Nebraska, 21 de octubre de 1953), más conocido como Marc Johnson, es un contrabajista y compositor estadounidense de jazz. 
Johnson estudió en la Universidad de North Texas donde fue miembro de la afamada One O'Clock Lab Band junto con Lyle Mays. Johnson realizó giras con los Thundering Herd de Woody Herman a finales de los 70s. En 1978, con 25 años, Johnson fue contratado por Bill Evans, permaneciendo en su trío hasta la muerte del pianista en 1980.
La primera grabación de Johnson con su nombre fue para ECM en 1985 y se tituló Bass Desires, realizada con Bill Frisell y John Scofield a la guitarra, y Peter Erskine a la batería. El siguiente disco, en 1987, Second Sight, incluyó la balada "Hymn for Her", dedicada a la memoria de la hermana de Johnson, Terese. The Sound Of Summer Running fue realizado en 1998 y contó con la participación de Bill Frisell, Joey Baron, y Pat Metheny.
Johnson ha tocado con John Abercrombie, Peter Erskine, Eliane Elias (con quien está casado), Jerry Sokolov y Enrico Pieranunzi, entre otros. Su grabación de 2005 para ECM, titulada Shades of Jade, contó con la participación de Joe Lovano al saxofón. Su mujer, por su parte, contribuyó con varias composiciones del disco, entre ellas la balada "Apareceu".
Johnson es hijastro de Robert Ottman, que fue profesor de teoría de la música en la UNT. Su hija, Francesca Johnson, es una cantante de jazz que también estudió en la misma universidad.

## Discografía
Como líder:
- Bass Desires (1985)
- Second Sight (1987)
- 2x4 (Two by Four) (1989)
- Right Brain Patrol (1991)
- Magic Labyrinth (1996)
- The Sound of Summer Running (1997)
- Shades of Jade (2004)

Como colíder:
- Yellow and Blue Suites (1990) con Enrico Pieranunzi.
- If Trees Could Fly (1999) con Eric Longsworth.
- Play Morricone (2001) con Enrico Pieranunzi y Joey Baron.
- Current Conditions (2001) con Enrico Pieranunzi y Joey Baron.
- Trasnoche (2003) con Enrico Pieranunzi.